# NetLander
NetLander est un projet de mission spatiale martienne du Centre national d'études spatiales (CNES), l'agence spatiale française. La mission prévoyait le lancement vers la planète Mars, fin 2007 ou 2009, de quatre petits atterrisseurs identiques devant former au sol un réseau de stations fixes destinées à l'étude de la météorologie martienne, de la structure interne de la planète et des caractéristiques de la surface. Pour des raisons budgétaires, le projet est définitivement abandonné.

## Historique du projet
En 1998, les chercheurs français demandent à l'agence spatiale française, le CNES, de développer un programme ambitieux d'exploration de la planète Mars. Trois projets devaient répondre à cette attente : la participation française à la sonde spatiale Mars Express de l'Agence spatiale européenne, une contribution à la mission de retour d'échantillons martiens (Mars Rover and Sample Return ou MRSR) développée par la NASA et le développement de l'orbiteur martien PREMIER (Programme de Retour d'Echantillons Martiens et Installation d'Experiences en Reseau). Ce dernier devait emporter quatre petits atterrisseurs réutilisant une partie des équipements développés pour la mission Huygens et Mars 96. PREMIER, qui devait être lancé en 2005 ou 2007, devait également contribuer au retour des échantillons de sol martien. L'échec en 1996 des missions américaines Mars Climate Orbiter et  Mars Polar Lander entraîne le report de la mission d'échantillons à 2011. Désormais PREMIER ne joue plus pour ce projet qu'un rôle de démonstrateur destiné à valider les manœuvres nécessaires au retour des échantillons de sol martien ; aérocapture, rendez-vous avec une capsule lancée depuis le sol martien et amarrage de celle-ci. PREMIER, qui doit être lancé en 2007 comprend un étage de croisière, les systèmes permettant d'y fixer les 4 atterrisseurs NetLander, un bouclier thermique mis en œuvre pour l'aérocapture. Le coût de l'orbiteur résultant développé par le CNES est évalué à 400 millions de $ US. Les quatre atterrisseurs devaient être largués une fois PREMIER en orbite autour de Mars. Ils devaient se poser dans la région volcanique de Tharsis pour trois d'entre eux et aux antipodes dans la région d'Hellas pour le quatrième atterrisseur afin de pouvoir collecter les ondes sismiques traversant le noyau de la planète. Le CNES décide par la suite d'annuler l'expérience d'aérocapture ce qui augmente la masse de l'orbiteur de 3 tonnes. Finalement, en 2002, le CNES abandonne le projet d'orbiteur. Il propose à la NASA d'embarquer les sondes NetLander comme charge utile secondaire de son projet d'orbiteur martien Mars Telecommunications Orbiter. Mais en avril 2003, l'agence spatiale américaine renonce à cette mission pour des raisons financières. Le CNES propose alors d'intégrer NetLander dans le programme ExoMars de l'Agence spatiale européenne. Mais peu après, le CNES décide de ne pas investir les 88 millions d'€ nécessaires au développement de son projet et annonce qu'il renonce désormais à développer des missions martiennes en dehors du programme de l'Agence spatiale européenne.
La mission MetNet, comportant elle aussi plusieurs atterrisseurs vers Mars, est basée sur l'héritage de NetLander. MetNet devait être déployé en 2011-2019. Mais ce projet ne trouve pas de financement. Le sismomètre développé par l'Institut de physique du globe de Paris pour les missions Mars 96 puis NetLander sera finalement embarqué à bord de la mission américaine InSight lancée en 2018.

## Objectifs
L'objectif de la mission NetLander est d'obtenir des données météorologiques et géophysiques (structure de la planète). Pour la première fois les données ne sont pas collectées seulement localement mais à l'échelle globale de la planète grâce à un réseau de capteurs dispersés à sa surface. Ceci permet d'effectuer des mesures simultanées d'un même phénomène dans différents lieux et de localiser par triangulation l'origine d'un séisme. La durée de la mission est de 2 années terrestres (une année martienne) pour que les observations effectuées portent sur un cycle de saison complet. Les principaux objectifs sont :
- Préciser la structure interne de la planète
- Évaluer l'activité sismique
- Déterminer la présence de réservoirs d'eau sous la surface
- Étudier le champ magnétique local
- Étudier les processus météorologiques martiens
- Faire des mesures de géodésie : précession, nutation, etc.
- Réaliser une étude de la géologie à proximité immédiate des sites d'atterrissage.

## Caractéristiques techniques
Les quatre sondes sont identiques et ont une masse de 66 kilogrammes au lancement et de 22 kg après leur atterrissage dont 5 à 6 kilogrammes pour la charge utile. Au début de la rentrée atmosphérique, durant la phase de freinage par l'atmosphère, l'engin spatial est encapsulé dans un bouclier thermique de 0,9 mètre de diamètre constitué par une structure d'aluminium et un revêtement en composite carbone. Une fois que la vitesse a suffisamment diminué, un parachute dérivé de celui de Huygens est déployé. L'atterrissage en douceur à la surface de Mars est obtenu à l'aide d'un airbag bilobé développé pour les petits atterrisseurs de Mars 96. Au sol, l'atterrisseur est un cylindre plat de 58 centimètres de diamètre. L'ouverture du couvercle permet le déploiement en pétales de 5 panneaux solaires circulaires et de différents capteurs et antennes.

## Charge utile
La charge utile de chaque atterrisseur, d'une masse totale de 6 kg, est constituée par 9 instruments développés par des laboratoires européens :
- SEIS, Seismic Experiment for Interior Structure (expérience sismique pour la structure intérieure) est un sismomètre développé par l'IPGP avec des participations allemande américaine. Avec une masse proche de 2 kg, c'est l'instrument principal de la mission. Il s'agit de l'ancêtre de l'instrument SEIS embarqué à bord de l'atterrisseur InSight lancé en 2018. Bien que de conception plus simple, il comporte comme ce dernier des capteurs permettant de mesurer des signaux à courte période (100 mHz à 50 Hz) et à longue période (10 mHz à 10 Hz). En large bande, les mesures portent sur seulement deux axes (trois sur SEIS). Les pendules sont enfermés dans une sphère de 18 centimètres de diamètre. Le sismomètre n'est pas déplacé sur le sol (le contact direct avec celui-ci est indispensable pour la qualité des mesures, mais dispose de trois pieds télescopiques qui sont déployés après l'atterrissage à travers des orifices percés dans la partie inférieure de l'atterrisseur[7],[8] ;
- PANCAM : caméra panoramique stéréoscopique, DLR, Allemagne ;
- ATMIS : capteurs des conditions atmosphériques, météorologiques, FMI, Finlande ;
- ARES : capteur d'électricité atmosphérique, Centre d'étude des environnements terrestres et planétaires (CETP), France ;
- NEIGE : mesures géodésiques et ionosphériques, GRGS, France ;
- SPICE : mesures des propriétés du sol, Université de Münster, Allemagne ;
- GPR : radar à pénétration du sol, CETP, France[9] ;
- MAGNET : magnétomètre, CETP, France ;
- Micro : microphone, Université de Californie à Berkeley, États-Unis[10].